# 张若先
张若先（1925年—2006年8月20日），男，黑龙江海伦人，中华人民共和国政治人物，曾任黑龙江省人民政府秘书长，黑龙江省人大常委会秘书长、副主任，第七届全国人大代表。